# Джумаев, Шохрат Дурдыкулыевич
Шохрат Дурдыкулыевич Джумаев (туркм. Şohrat Durdykulyewiç Jumaýew) — туркменский дипломат. Чрезвычайный и полномочный посол (2008).

## Биография

### Карьера
- До марта 2008 года — консул Генерального консульства Туркменистана в Турции.
- С 20 марта 2008 по 28 мая 2010 года — чрезвычайный и полномочный посол Туркменистана в Армении[1].
- С 28 мая 2010 по 20 декабря 2018 года — чрезвычайный и полномочный посол Туркменистана в Румынии[2]. 21 июля 2010 года вручил свои верительные грамоты президенту Румынии Траяну Бэсеску[3].
- С 16 июля 2013 по 20 декабря 2018 года — чрезвычайный и полномочный посол Туркменистана в Хорватии по совместительству[2][4].
- С 20 декабря 2018 по 18 августа 2021 года — чрезвычайный и полномочный посол Туркменистана во Франции[5][6].
- С 3 мая 2019 по 18 августа 2021 года — Постоянный представитель Туркменистана при Организации Объединённых Наций по вопросам образования, науки и культуры (ЮНЕСКО)[7].
- С 25 декабря 2019 по 18 августа 2021 года — чрезвычайный и полномочный посол Туркменистана в Португалии по совместительству[6][8].

### Обвинение в домашнем насилии
В мае 2021 года Шохрата Джумаева заподозрили в насилии над женой и дочерью, после того, как первая обратилась в полицию c соответствующим заявлением. В Посольстве Туркменистана в Париже опровергли сведения, назвав их «абсолютно неверными» и наносящими ущерб чести и достоинству чрезвычайного и полномочного посла Туркменистана. В свою очередь французские СМИ отмечали, что из-за дипломатической неприкосновенности расследование, скорее всего, не возбудят. В июне супруга и дочь посла подали заявление на политическое убежище.

## Дипломатический ранг
- Чрезвычайный и полномочный посол (20 марта 2008)

## Награды
- Медаль «Махтумкули Фраги» (20 октября 2014)[13]
- Медаль «Независимый, Постоянно Нейтральный Туркменистан» (2 декабря 2015)[14]
- Медаль «25 лет Нейтралитета Туркменистана» (14 декабря 2020)[15]